# AP2 adapter
AP2 adapterski kompleks je multimerni protein koji dejstvuje na ćelijskoj membrani pri internalizaciji ćelijskog sadržaja u klatrinom posredovanoj endocitozi. On je stabilan kompleks sa četiri adaptina koji ima strukturu sa osnovnim domenom i dva dodatna domena vezana za osnovni domen polipeptidnim linkerima. Osnovni domen se vezuje za membranu i za teret koji će biti internalizovan. Alfa i beta dodatni domeni se vezuju za pomoćne proteine i za klatrin. Njihove interakcije omogućavaju vremensku i prostornu regulaciju konstrukcije klatrinom pokrivenih vezikula i njihovu endocitozu.
AP-2 kompleks je heterotetramer koji se sastoji od dva velika adaptina (alfa ili beta), srednjeg adaptina (mi), i malog adaptina (sigma):
- Kompleks 2

## Spoljašnje veze
- Modeli adaptera